# 1862 en Italie
Chronologie de l'Italie
- 1858
- 1859
- 1860
- 1861
- 1862
- 1863
- 1864
- 1865
- 1866

Chronologie de l'Europe

## Événements
- 28 janvier : démission du président du conseil Bettino Ricasoli[1].
- 3 mars : Urbano Rattazzi, chef de la gauche modérée du Parlement du Piémont lui succède à Bettino Ricasoli et forme le lendemain un gouvernement qui prête serment le 31 mars[1] (fin en novembre). En dépit d’un déficit considérable du budget de l’État (480 millions de lires[2]) et bien que très durement engagé dans la lutte contre le « brigandage méridional », Rattazzi encourage tacitement Garibaldi à entreprendre la conquête de Rome.
- 25 juin : quittant son lieu de retraite de Caprera en Sardaigne, Garibaldi s'embarque pour la Sicile. Le 15 juillet à Palerme, il annonce sa décision de conquérir Rome afin d’appliquer le vœu émis par le Parlement italien en mars 1861 de voir Rome réunie au nouveau royaume d'Italie. Malgré l’opposition clairement formulée par le roi le roi le 3 août[3], il lève 4 000 Chemises rouges, traverse le 25 août le détroit de Messine, mais est battu près de Reggio de Calabre[4].

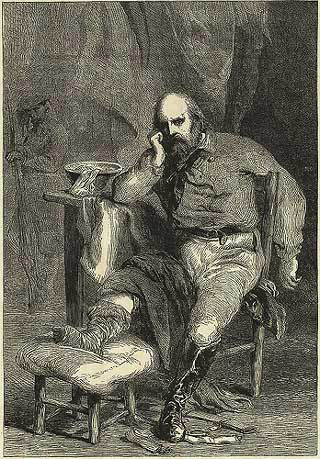
Giuseppe Garibaldi convalescent, gravure parue dans The Illustrated London News, le 27 septembre 1862.

- 29 août : l'offensive sur Rome de Garibaldi s'achève en Calabre par la défaite d'Aspromonte contre l'armée royale[3]. Garibaldi est blessé[4]. Plusieurs militaires de l’armée nationale qui l’avaient rejoint sont passés par les armes.
- 5 octobre  : un décret royal accorde à Garibaldi et à ses compagnons une amnistie générale[5].
- 29 novembre : Urbano Rattazzi démissionne[6].
- 8 décembre : gouvernement Farini. Rattazzi est remplacé pendant une courte période par Luigi Carlo Farini, dictateur de l’Émilie avant 1860[7].

## Culture
- 10 novembre : création à Saint-Pétersbourg de La forza del destino, opéra de Giuseppe Verdi, avec un livret de Francesco Maria Piave.

## Naissances en 1862
- 9 janvier : Arturo Reggio, joueur d'échecs, champion d'Italie d'échecs à cinq reprises entre 1900 et 1916. († 17 juillet 1917)
- 22 janvier : Vito Cascio Ferro dit « Don Vito », criminel scicilien, l'un des plus puissants parrains de l'histoire de la mafia sicilienne, la Cosa nostra, actif à la fin du XIXe siècle et au début du XXe siècle. († 20 septembre 1943)
- 27 janvier : Cesare De Titta, poète. († 14 février 1933)

## Décès en 1862
- 22 janvier : Giuseppe Gabetti (it), 65 ans, compositeur, violoniste et chef d'orchestre, auteur de la Marcia Reale, l'hymne national du royaume d'Italie depuis l'unification du pays, en 1861, jusqu'à l'armistice du 8 septembre 1943[8]. († 4 mars 1796)
- 14 mars : Antonio Bresciani, 63 ans, prêtre jésuite italien, écrivain et essayiste ultramontain, l'un des fondateurs de la revue Civiltà Cattolica. (° 24 juillet 1798)
- 26 mars : Luigi Fransoni, 72 ans, archevêque de Turin, ardent défenseur des prérogatives de l'Église contre l'anticléricalisme des lois Siccardi promulguées en 1850 dans le royaume de Sardaigne. (° 29 mars 1789)
- 24 avril : Geltrude Righetti-Giorgi, 69 ans, chanteuse d'opéra (contralto), dont la brève carrière est liée à Gioachino Rossini, pour lequel elle créa plusieurs opéras. (° 26 décembre 1793)
- 21 septembre : Luigi Taparelli d'Azeglio, 68 ans, prêtre jésuite, écrivain, philosophe, cofondateur de la revue La Civiltà Cattolica, dont la pensée sociale inspira l'encyclique Rerum Novarum de Léon XIII. (° 24 novembre 1793)